# Грив, Бредли Тревор
Бредли Тревор Грив (род. 22 февраля 1970, Хобарт, Тасмания, Австралия) — австралийский писатель.

## Биография
Родился в 1970 году на Тасмании. Детство провёл в Шотландии, Англии, Уэльсе, Гонконге и Сингапуре. После возвращения в Австралию закончил Королевский Военный Колледж (Royal Military College) в Дантрун (Duntroon). Несколько лет учился в Королевской Таиландской военной академии по программе обмена.
С 1990 года служил офицером в ВДВ австралийской армии, командовал взводом десантников в 3 батальоне ВДВ (Airborne Battalion 3RAR). В 1992 году после болезни был вынужден оставить воинскую службу в звании лейтенанта.
Написал 8 книг, однако ни одна из них не была издана. Девятую книгу тоже долго не хотели издавать, но после её выхода она моментально стала бестселлером. Также Грив стал известен как художник и карикатурист.
В 2004 году проходил подготовку в центре подготовки космонавтов в Звёздном городке в качестве возможного кандидата в космические туристы, однако его рост (190 см) предельный для космонавтов, а вес на 15 кг превышал максимально возможный. Во время испытаний Грив с трудом вмещался в скафандр, а центрифуга во время испытаний вовсе сломалась.

## Творчество
Грив создает книги весьма оригинального жанра. Это так называемые фотокниги, где на каждой странице размещена чёрно-белая фотография животного, снабжённая авторским философскими комментарием. Тексты написаны с юмором и жизненной мудростью, а фотографии прекрасно подобраны. Такой стиль принёс Гриву всемирное признание и известность, сделав его одним из самых известных австралийских писателей.
Всего его книги изданы более чем в 115 странах общим тиражом более чем в 17 миллионов экземпляров.